# Чхатарашвили, Нестор Иосифович
Нестор Иосифович Чхатарашвили (25 декабря 1912, Лихаури, Кавказское наместничество — 28 августа 1993, Тбилиси) — советский футболист, тренер и футбольный судья. Судья всесоюзной категории (11.01.1950), арбитр ФИФА (1953, второй арбитр международной категории в СССР после Николая Латышева). В список лучших судей страны попадал 4 раза. Заслуженный тренер СССР (1960), заслуженный тренер Грузинской ССР (1962). Отличник физической культуры (1949).

## Спортивная карьера
Игрок
Начал играть в 1926 году в школьной команде. В 1930—1934 выступал за ТСПО (Тифлиское сельское потребительское общество). С 1935 года играл за клуб «Локомотив». В группе «А» провел 24 матча в сезоне 1938, а также 13 игр в сезоне 1940, но в конце первенства команда была снята с розыгрыша.
Играл на позиции защитника и полузащитника, был капитаном «Локомотива», выделялся работоспособностью, надежностью и игровой дисциплиной. Выступал за сборные Тбилиси и Грузинской ССР, в составе грузинской сборной победил в чемпионате Закавказья 1935 года.
Судья
Судил класс «А» — провёл 38 матчей (1945, 1949—1953), в 1950 году получил всесоюзную категорию, в 1953 году — международную категорию. Обслуживал финал Кубка СССР «Динамо» (Москва) — «Зенит» (Куйбышев). В список лучших судей страны входил 4 раза: 1949, 1950, 1951, 1953.
Председатель коллегии судей Грузии в 1976—1989 годах. Обладатель Почётного судейского знака (1959) и знака «Почётный судья» (1979).
Тренер
В 1940—1941 годах работал начальником команды «Динамо» (Тбилиси). Был главным тренером СКВО (Окружной дом офицеров, Тбилиси) в 1943—1958 годах, трижды побеждал с командой в первенстве Вооружённых сил СССР: 1945—1947.
Тренировал тбилисские «Динамо» и «Спартак», «Торпедо» (Кутаиси) и другие грузинские команды. В 1968—1970 годах — главный тренер Федерации футбола Грузинской ССР.

## Достижения
судья
- В списках лучших судей за 1949—1951, 1953 года.

тренер
- бронзовый призёр чемпионата СССР по футболу: 1962

## Статистика
клубная
| Выступление         | Выступление      | Выступление      | Лига | Лига | Кубок | Кубок | Прочие | Прочие | Итого | Итого |
| Клуб                | Лига             | Сезон            | Игры | Голы | Игры  | Голы  | Игры   | Голы   | Игры  | Голы  |
| ------------------- | ---------------- | ---------------- | ---- | ---- | ----- | ----- | ------ | ------ | ----- | ----- |
| Локомотив (Тбилиси) | группа «В»       | 1936 (в)         | 7    | 1    | 1     | 0     | —      | —      | 8     | 1     |
| Локомотив (Тбилиси) | группа «В»       | 1936 (о)         | —    | —    | 2     | 0     | —      | —      | 2     | 0     |
| Локомотив (Тбилиси) | группа «В»       | 1937             | 8    | 0    | 2     | 0     | —      | —      | 10    | 0     |
| Локомотив (Тбилиси) | группа «А»       | 1938             | 24   | 0    | 1     | 0     | —      | —      | 25    | 0     |
| Локомотив (Тбилиси) | группа «Б»       | 1939             | —    | —    | —     | —     | —      | —      | 0     | 0     |
| Локомотив (Тбилиси) | группа «А»       | 1940             | 13   | 0    | —     | —     | —      | —      | 13    | 0     |
| Локомотив (Тбилиси) | Итого            | Итого            | 52   | 1    | 6     | 0     | —      | —      | 58    | 1     |
| Всего за карьеру    | Всего за карьеру | Всего за карьеру | 52   | 1    | 6     | 0     | —      | —      | 58    | 1     |

судейская
| значимые матчи | значимые матчи  | значимые матчи               | значимые матчи | значимые матчи | значимые матчи                   | значимые матчи |
| №              | Дата            | Матч                         | Счёт           | Судья          | Соревнование                     |                |
| -------------- | --------------- | ---------------------------- | -------------- | -------------- | -------------------------------- | -------------- |
| 1              | 23 июля 1952    | Швеция — Австрия             | 3:1            | помощник       | ¼ финала ОИ-1952                 |                |
| 2              | 10 октября 1953 | «Динамо» (М) — «Зенит» (Кбш) | 1:0            | главный        | Финал Кубка СССР по футболу 1953 |                |
| 3              | 8 ноября 1953   | Чехословакия — Болгария      | 0:0            | главный        | ОЧМ 1954                         |                |